# عكاشة بن محصن
عُكَّاشةُ بْنُ مِحصَنٍ (المتوفى سنة 11 هـ) صحابي بدري من السابقين إلى الإسلام، ومن المهاجرين، أستشهد في حروب الردة في معركة بزاخة.

## سيرته
كان عُكاشة بن محصن بن حرثان بن قيس الأسدي حليفًا لبني عبد شمس بن عبد مناف. وقد أسلم عكاشة قديمًا، فكان من السابقين إلى الإسلام.
هاجر عكاشة إلى يثرب، وشهد مع النبي محمد المشاهد كلها، وقد أبلى في غزوة بدر بلاءً حسنًا، وحتى انكسر في يده سيفه. كما استعمله النبي على سريتين الأولى في ربيع الأول سنة 6 هـ إلى بني أسد في 40 رجلاً، فغنم منها دون أن يلق قتال، والثانية في ربيع الآخر سنة 9 هـ إلى أرض بني عذرة وبلي. وقد بشّره النبي محمد بأنه ممن يدخلون الجنة بغير حساب.
بعد وفاة النبي محمد، ارتدت معظم القبائل العربية عن الإسلام، فخرج عكاشة في حروب الردة، وكان في جيش خالد بن الوليد الذي خرج لقتال بني أسد. ولما وصل خالد بُزاخة، بعث عكاشة بن محصن وثابت بن أقرم على فرسيهما ليتحسسا أخبار بني أسد، فلقيا طليحة بن خويلد وأخوه سلمة بن خويلد، فقتل طليحة وأخوه عكاشة وثابت قُبيل معركة بزاخة التي وقعت سنة 11 هـ. كان عمر عُكاشة حين قُتل 45 سنة، وكان من أجمل الرجال، وله رواية للحديث النبوي عن النبي محمد رواها عنه أبو هريرة وعبد الله بن عباس،

## السرايا
- استعمله رسولُ الله علي سريّة في أربعين رجلًا إلى الغَمْر - ماء لبني سعد، عام 6 هـ ، فانصرفوا ولم يلقوا كيدًا.[4]
- أرسله الرسول في سرية إلى أرض عُذرَة في شهر ربيع الثاني سنة 9 هـ قبيل غزوة تبوك.[7]

## مقتله
قتل في قتال أَهل الردّة، في خلافة أبي بكر الصديق سنة 11 هـ؛ قتله طليحة بن خُوَيلد الأَسدي الذي ادّعى النبوّة، قُتِل هو وثابت بن أقرم يوم بُزَاخة ،وكان خالد بن الوليد قد جهزه مع ثابت بن أقرم الأنصاري العجلاني طليعة له على فرسين ، فظفر بهما طليحة فقتلهما، فقد روي سعيد بن محمّد بن أبي زيد عن عيسى بن عُمَيْلة الفَزاري عن أبيه قال:«خرج خالد بن الوليد على النّاس يعترضهم في الرّدّة، فكلّما سمع أذانًا للوقت كفّ وإذا لم يسمع أذانًا أغار. فلمّا دنا خالد من طليحة وأصحابه بعث عُكّاشةَ بن محصن وثابتَ بن أقرم طليعةً أمامه يَأتيانه بالخبر، وكانا فارسين، عكّاشة على فرس له يقال له الرّزام وثابت على فرس له يقال له المحبّر، فلقيا طليحة وأخاه سَلَمَة بن خويلد طليعةً لمن وراءهما من النّاس، فانفرد طليحةُ بعكّاشة وسلمة بثابت، فلم يَلْبَثْ سلمة أن قَتَلَ ثابت بن أقرم فصرخ طليحة لسلمة: أعنّي على الرجل فإنّه قاتلي، فكَرّ سلمةٌ على عُكّاشة فقتلاه جميعًا، ثمّ كرّا راجعين إلى من وراءهما من النّاس فأخبراهم، فسُرّ عُيَيْنَةُ بن حِصْن ، وكان مع طليحة، وكان قد خلّفه على عسكره، وقال: هذا الظّفَرُ. وأقبل خالد بن الوليد ومعه المسلمون فلم يَرُعْهم إلا ثابت بن أقرم قتيلًا تَطؤه المَطيّ، فعظُمَ ذلك على المسلمين، ثمّ لم يسيروا إلا يسيرًا حتّى وطئوا عكّاشة قتيلًا، فثقل القومُ على المطيّ كما وصف واصفهم حتّى ما تكاد المطيّ ترفع أخفافها. قال: أخبرنا محمد بن عمر قال: حدّثني عبد الملك بن سليمان عن ضمرة بن سعيد عن أبي سلمة بن عبد الرحمن عن أبي واقد اللّيثيّ قال: كنا نحن المقدّمة مائتي فارس وعلينا زيد بن الخطاب، وكان ثابت بن أقرم وعُكّاشة بن محصن أمامنا، فلمّا مرَرْنا بهما سيءَ بنا، وخالد والمسلمون وراءنا بعدُ، فوقفنا عليهما حتّى طلع خالد يسيرًا فأمَرَنَا فحَفَرْنا لهما ودفنّاهما بدمائهما وثيابهما، ولقد وجدنا بعكّاشة جراحاتٍ مُنْكَرة».

## سبقك بها عكاشة
سبقك بها عكاشة هي من الأمثال الشائعة، وهو من كلام النبي. لمّا ذكر الذين يدخلون الجنة بغير حساب، قام إليه عكاشة بن محصن، فقال: ادعُ الله أنَّ يجعلني منهم، فقال: نعم! فقام رجل آخر فقال مثل ذلك، فقال صلى الله عليه وسلم: سبقك بها عكاشة. فقد روى حماد بن سلمة، عن عاصم، عن زرِّ، عن ابن مسعود أَنَّ رسول الله ﷺ قال:
| عكاشة بن محصن | عُرِضَتْ عَلَيَّ الأُمَمُ بِالمَوْسِمِ، فَرَاثَتْ عَلَيَّ أُمَّتِي، ثُمَّ رَأَيْتُهُمْ فَأَعْجَبَتَنِي كَثْرَتُهُمُ قَدْ مَلَئُوا السَّهْلَ وَالْجَبَلَ، فَقَالَ: يَا مُحَمَّدُ، أَرَضِيتَ! قُلْتُ: نَعْم يَا ربِّ. قَالَ: فَإِنَّ لَكَ مَعَ هَؤُلَاءِ سَبْعِينَ أَلْفًا يَدْخُلُونَ الْجَنَّةَ بِغَيْرِ حِسَابٍ، هُمْ الَّذِينَ لَا يَسْتَرْقُون، وَلَا يَكْتَوُون، وَلَا يَتَطَيَّرُونَ، وَعَلى رَبِّهِمْ يَتَوَكَّلِونَ ،فقال عكاشة بن محصن: يا رسول الله، ادْعُ الله أَنْ يجعلني منهم: فقال: أَنْتَ مِنْهُمْ ، ودعا له. فقام رجل آخر، فقال: يا رسول الله، ادْعُ الله أَنْ يجعلني منهم. فقال: سَبَقَكَ بِهَا عُكَّاشَةُ | عكاشة بن محصن |